# Mélanges Biologiques Tires du Bulletin Physico-Mathematique de l'Academie Imperiale des Sciences de St.-Pétersbourg
Mélanges Biologiques Tires du Bulletin Physico-Mathematique de l'Academie Imperiale des Sciences de St.-Pétersbourg (abreviado Mélanges Biol. Bull. Phys.-Math. Acad. Imp. Sci. Saint-Pétersbourg) fue una revista con ilustraciones y descripciones botánicas que fue editada en San Petersburgo desde 1850 hasta 1891.